# Émilie Sagée
Émilie Sagée (3 janvier 1813 à Dijon ? - ? ) est une professeure de français exerçant en 1845 dans un pensionnat de Lettonie, qui aurait eu la capacité de se dédoubler, à la grande frayeur de ses élèves. Cette histoire, rapportée par trois auteurs (Robert Dale Owen, l’astronome français Camille Flammarion et le parapsychologue russe Alexandre Aksakof à partir d'un témoignage direct), n'a que peu de bases historiques vérifiables, il reste cependant un classique des annales du paranormal et du thème du Doppelgänger.

## Histoire
L'histoire se déroule dans le « pensionnat Neuwelcke ». En 1845, l'établissement dirigé par M. Buch accueille 42 jeunes filles, issues le plus souvent de l'aristocratie livonienne. Parmi elles se trouve la jeune Julie, 13 (ou 18) ans, seconde fille du baron de Güldenstubbe. C'est par elle que cette histoire est connue.
Une nouvelle professeure de français est engagée cette année-là, elle se nomme Émilie Sagée, elle a 32 ans et vient de Dijon. Elle est décrite comme blonde, un peu plus grande que la moyenne, un peu timide et nerveuse mais au caractère doux, aimable et gai. Peu de semaines après son arrivée, les premières rumeurs apparaissent, une élève pouvait l'avoir vue à un endroit tandis qu'une autre l'avait rencontrée ailleurs. Bientôt, les phénomènes se précisent. Un jour qu'Émilie Sagée fait la classe à 13 élèves — dont Julie de Güldenstubbe — les jeunes filles voient tout à coup deux professeures identiques qui leur font la leçon au tableau. Toutes les élèves ont vu le même phénomène en même temps. Un peu plus tard, une des élèves, Antoinette de Wrangel, voit également la professeure se dédoubler alors qu'elle était en train de lui agrafer sa robe. Au fil des mois, ce dédoublement se répète, le double imitant parfois exactement l'original, et parfois non.
Le phénomène le plus remarquable survient un jour où les 42 élèves sont toutes réunies dans une même salle. Par les fenêtres, elles peuvent voir Émilie Sagée qui marche dans un jardin en cueillant des fleurs. Le professeur de la salle s'absente un moment, et les élèves aperçoivent alors le double d'Émilie assise dans le fauteuil de la professeure. Pendant ce temps, la vraie Émilie est toujours dans le jardin mais ses mouvements sont devenus lents et lourds, comme si elle tombait de sommeil. À ce moment, deux des élèves parmi les plus téméraires osent s'approcher du double et tentent de le toucher : il ne présente qu'une faible résistance, comme un tissu de mousseline. Puis la forme s’évanouit et Émilie Sagée reprend son allure plus vive et normale.
Les phénomènes continuent épisodiquement pendant les 18 mois qu'Émilie Sagée passe au pensionnat entre 1845 et 1846. Les parents commencent à s'inquiéter des évènements étranges que leur racontent leurs enfants. Au bout de 18 mois, il ne reste que 12 élèves sur 42. La direction doit se résoudre à se séparer de l'étrange professeure. En apprenant son congé, Émilie soupire en présence de Julie de Güldenstubbe : « Hélas ! Déjà la dix-neuvième fois ; c'est dur, très dur à supporter ! » Elle raconte ainsi que depuis le début de sa carrière à l'âge de 16 ans, elle a déjà été chassée de 18 places pour les mêmes raisons.
Après avoir quitté Neuwelcke, Émilie Sagée part quelque temps chez une belle-sœur qui a plusieurs jeunes enfants dont elle s'occupe. Ils apprennent à connaître les particularités de la française car ils disent voir souvent les « deux tantes Émilie ». Plus tard, elle se rend en Russie et Julie de Güldenstubbe perd alors tout contact avec elle.

## Sources et bases historiques

### Premières publications
Cette histoire est publiée pour la première fois en 1860 par Robert Dale Owen dans son ouvrage Footfalls on the Boundary of Another World. Il  affirme la tenir du témoignage direct de Julie de Güldenstubbe qui l'autorisa à citer son nom et tous ceux des personnes concernées. En 1883, le magazine Light, A Journal of Psychical, Occult, and Mystical Research publie un texte qu'il présente comme la relation complète dont Robert Dale Owen aurait tirée une version abrégée pour son livre. Il s'agit en réalité exactement du même texte, mot pour mot. Le texte n'est pas signé, mais Alexandre Aksakof le présente cependant comme un complément fourni par la baronne Julie de Güldenstubbe elle-même.
Camille Flammarion s’intéresse à son tour à ce cas qui rentre parfaitement dans le cadre de ses recherches. Il raconte qu'il a rencontré en 1862 Julie de Güldenstubbe (1827–1888) et son frère le baron  (de) (1818-1873), très actifs dans le milieu spirite parisien,. Il les décrit comme « très sincères, peut-être un peu mystiques mais d'une loyauté inattaquable ». Il note que le baron a écrit un curieux livre sur les esprits (La réalité des esprits et le phénomène merveilleux de leur écriture directe).

### Julie de Güldenstubbe
Flammarion comprend que toute l'histoire ne repose que sur le témoignage unique de Julie de Güldenstubbe, dont le noble titre de baronne ne peut prévenir d'une imagination survoltée et qui vit dans une famille acquise aux théories du surnaturel. La description que le Daily News fait de la baronne en 1859 la révèle en effet assez exaltée : « très intelligente et aimable, mais une petite créature à l'allure des plus étranges, surnaturelle et elfique »,.
Julie Wilhemine de Güldenstubbe (ou Guldenstubbé selon l'orthographe utilisée par l'état-civil français) est née au château de Saar, sur l'île de Saaremaa (autrefois appelée Oesel), fille d'Alexandre, baron de Güldenstubbe et de son épouse Anna Vientinghoff. La famille de  (de) appartient à la noblesse balte-suédoise dont les origines se trouvent au Holstein ou au Danemark. Julie rejoint son frère à Paris après ses études et ils vivent ensemble à partir de 1858. Son activité de médium sera importante autour des années 1860. Julie de Güldenstubbe meurt le 11 juin 1888, dans son appartement parisien du 29 rue de Trévise à l'âge de 61 ans.

### Recherches sur l'état civil
À l'occasion d'un voyage à Dijon, Camille Flammarion cherche à obtenir plus de renseignements sur l'existence d'Émilie Sagée. Si elle avait 32 ans en 1845, elle doit être née vers 1813. Il ne trouve aucune famille Sagée dans les registres de l'état-civil, mais retrouve la naissance d'une Octavie Saget, de père inconnu, née le 3 janvier 1813. Il suppose qu'il s'agit de la même Émilie Sagée, dont le nom aurait pu être altéré par la mémoire de l'allemande Julie de Güldenstubbe et la transcription en anglais de Robert Dale Owen, à moins qu'il ne s'agisse d'une modification volontaire de son nom pour masquer son illégitimité ou brouiller les pistes dans ses 18 postes de professeure. Par ailleurs, aucun patronyme Sagée n'est enregistré à l'état-civil français entre 1891 et 1990.
Les registres de l'état-civil de la ville de Dijon rapportent que « le trois janvier à six heures du matin, Marguerite Saget âgée de trente ans ouvrière native d'Orbigny, département de la Haute-Marne et demeurant à Dijon, fille majeure, est accouchée d'un enfant de sexe féminin et auquel elle a donné le prénom d'Octavie ».
Cet acte de naissance est le seul indice historique qui pourrait authentifier l'existence de la professeure (sans qu'elle soit une preuve des bilocations, uniquement rapportées par Julie de Güldenstubbe). On peut aussi s'étonner qu'aucun témoignage n'ait été rapporté dans les 18 autres emplois où elle aurait présenté des phénomènes semblables.

### Localisation du pensionnat
Le nom du pensionnat de Neuwelcke correspond à Jaunveļķi en letton. Il a été localisé à proximité du village de Vaidava, située à quelques kilomètres de la ville de Wolmar (aujourd'hui Valmiera) en Livonie (sur le territoire de l'actuelle Lettonie). Ses coordonnées sont 57° 25′ 20″ N, 25° 16′ 14″ E.

## Évocation artistique
- En 1977, un épisode de la série britannique Leap in the Dark (en) est consacré à l'histoire d'Émilie Sagée, interprétée par Juliet Harmer (en).
- El Pensionado de Neuwelke est un roman espagnol de l'écrivain José Calles Vales (es) datant de 2013 qui lui est consacré (éditeur Planeta, Barcelona)
- Le manga Time Shadows, basé sur le thème des doppelgängers, évoque Émilie Sagée comme exemple de ce phénomène (volume 3, p. 74).
- Le roman policier Through a class, darkly  d'Helen McCloy mentionne à plusieurs reprises l'histoire d'Émilie Sagée.
- Le roman jeunesse 172 heures sur la Lune de Johan Harstad mentionne l'histoire d'Émilie Sagée.